# (71461) Chowmeeyee
(71461) Chowmeeyee est un astéroïde de la ceinture principale.

## Description
(71461) Chowmeeyee est un astéroïde de la ceinture principale. Il fut découvert le 28 janvier 2000 à Rock Finder par William Kwong Yu Yeung. Il présente une orbite caractérisée par un demi-grand axe de 3,08 UA, une excentricité de 0,03 et une inclinaison de 10,6° par rapport à l'écliptique.

## Compléments